# Premio Dulce Chacón de Narrativa Española
El premio Dulce Chacón de Narrativa Española es un galardón literario español cuya primera edición tuvo lugar en 2004. Lo organiza la concejalía de cultura del ayuntamiento de la ciudad natal de Dulce Chacón, Zafra (Badajoz), en colaboración con la Junta de Extremadura y la Diputación de Badajoz. Pueden optar a él obras en castellano publicadas e impresas en España durante el año anterior al de la concesión del premio. Durante las primeras ocho ediciones tuvo carácter anual, pero en 2012 se decidió, debido a la crisis económica, que pasara a ser bienal.
Está dotado con 9.000 euros y con la escultura El abrazo, del escultor mallorquín Iñaki Martínez.

## Libros premiados
| Edición | Año  | Autor                     | País              | Título                       |
| I       | 2004 | Adolfo García Ortega      | Bandera de España | El comprador de aniversarios |
| II      | 2005 | Fernando Marías           | Bandera de España | Invasor                      |
| III     | 2006 | Ignacio Martínez de Pisón | Bandera de España | Enterrar a los muertos       |
| IV      | 2007 | Fernando Aramburu         | Bandera de España | Los peces de la amargura     |
| V       | 2008 | Rafael Chirbes            | Bandera de España | Crematorio                   |
| VI      | 2009 | José Antonio Garriga Vela | Bandera de España | Pacífico                     |
| VII     | 2010 | Belén Gopegui             | Bandera de España | Deseo de ser punk            |
| VIII    | 2011 | Berta Vias Mahou          | Bandera de España | Venían a buscarlo a él       |
| IX      | 2013 | Gonzalo Hidalgo Bayal     | Bandera de España | Conversación                 |
| X       | 2015 | Luis Landero              | Bandera de España | El balcón en invierno        |
| XI      | 2016 | Cristina Fernández Cubas  | Bandera de España | La habitación de Nona        |
| XII     | 2017 | Fernando Aramburu         | Bandera de España | Patria                       |
| XIII    | 2018 | Javier Marías             | Bandera de España | Berta Isla                   |
| XIV     | 2019 | Antonio Soler             | Bandera de España | Sur                          |
| XV      | 2020 | Luciano Feria             | Bandera de España | El lugar de la cita          |
| XVI     | 2021 | Andrea Abreu              | Bandera de España | Panza de burro               |
| XVII    | 2022 | Jesús Carrasco            | Bandera de España | Llévame a casa               |
| XVIII   | 2023 | José Ovejero              | Bandera de España | Mientras estamos muertos     |
| XIX     | 2024 | Alana S. Portero          | Bandera de España | La mala costumbre            |